# Teatro Experimental de la UNSA
El Teatro Experimental de la UNSA (TEUNSA) es una agrupación teatral universitaria, creada en 1954. En la actualidad, es un órgano cultural dependiente de la Oficina de Promoción de Arte, Cultura, Deporte y Recreación, de la Universidad Nacional de San Agustín, de Arequipa, Perú. Es el elenco de teatro oficial de la universidad.

## Historia
El TEUNSA nació el año de 1954, siendo rector de la Universidad Nacional de San Agustín Isaías Mendoza del Solar. El grupo, creado con el nombre de "Teatro Universitario", dependía del Instituto de Extensión cultural de la UNSA, y la dirección del elenco recayó en el Dr. Luis de la Jara. Ese mismo año, la universidad contrataría a José Velásquez, y al año siguiente (1955) a Sergio Arrau, ambos docentes de la Escuela Nacional de Arte Escénico (Hoy ENSAD), para la dirección y formación de actores.
A mediados de 1955, José Mejía Bejarano asume la dirección del grupo, y permanece en ella un año y medio, ya que en 1957, el actor peruano Carlos Gassols se encargaría de dirigir el elenco universitario hasta septiembre de 1958.
En octubre de 1958, Pancho Miranda toma la dirección del grupo por dos años, hasta 1960. En 1961, reasume la dirección del "Teatro Universitario" José Mejía Bejarano, quien continuaría hasta mediados de 1969. En este tiempo, el grupo cambiaría de nombre para llamarse Grupo Universitario de Teatro Experimental, "GUTE". Fue esta etapa, un espacio fructífero, de una expresión teatral formal, más cosmopolita que nacional, un teatro tradicional con inclinación a lo experimentalista, que le daría una expresión teatral sólida a la escena arequipeña, renovándola con actores y actrices que egresaron del "GUTE".

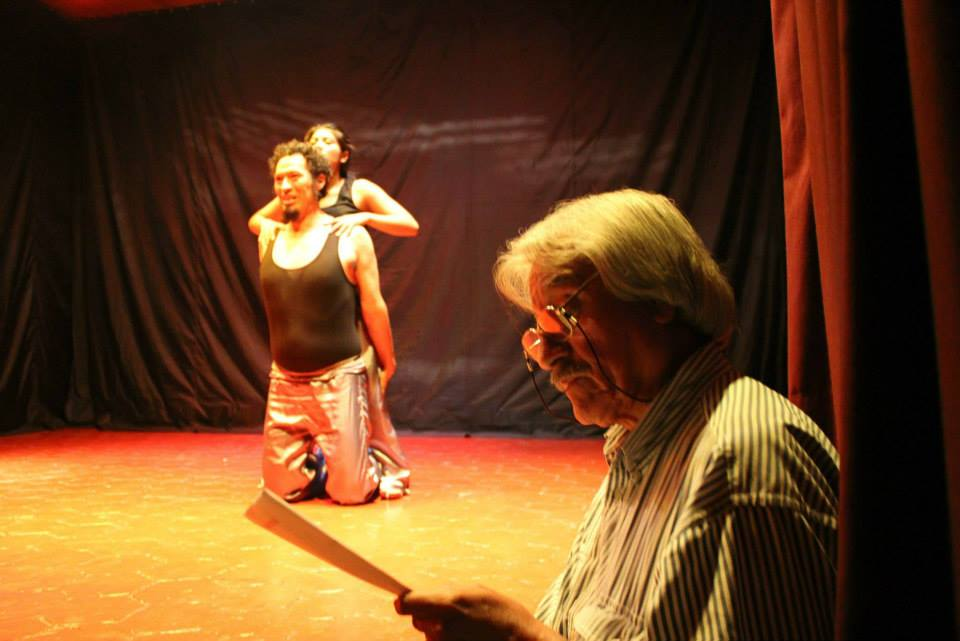
Luis Álvarez Oquendo durante una de sus puestas en escena.

Comenzando la década de los 70's, un exintegrante del "GUTE" se hace cargo de la dirección: Luis Álvarez Oquendo. Es en este año que el grupo cambia una vez más su denominación, para quedarse con el nombre que lleva en la actualidad, estrenándolo el 11 de diciembre de 1970 con dos espectáculos: "Recital de Pantomimas", y "El Canto del Cisne", drama corto de Anton Chejov.
El Teatro Universitario, desde entonces, toma una dirección distinta con relación al teatro llamado "tradicional". Sus trabajos tienen un punto de partida en la creación colectiva, tanto en la forma de montaje como en la recreación del texto, y la experimentación teatral será una constante en sus puestas en escena. Luis Álvarez Oquendo continuará por este camino hasta diciembre del 2014.
En enero del 2015, asumió la dirección Julio Cesar Valdivia Durand, quien se había desempeñado como asistente de dirección del grupo desde 2013.
Como grupo de teatro oficial de la Universidad Nacional de San Agustín, el TEUNSA tiene como objetivo, la difusión de la cultura teatral en la región Arequipa.

## Directores artísticos
- Luis de la Jara (1954)
- José Velásquez (1954)
- Sergio Arrau (1955)
- José Mejía Bejarano (1955-1956)
- Carlos Gassols (1957-1958)
- Pancho Miranda (1958-1960)
- José Mejía Bejarano (1961-1969)
- Luis Álvarez Oquendo (1970-2014)

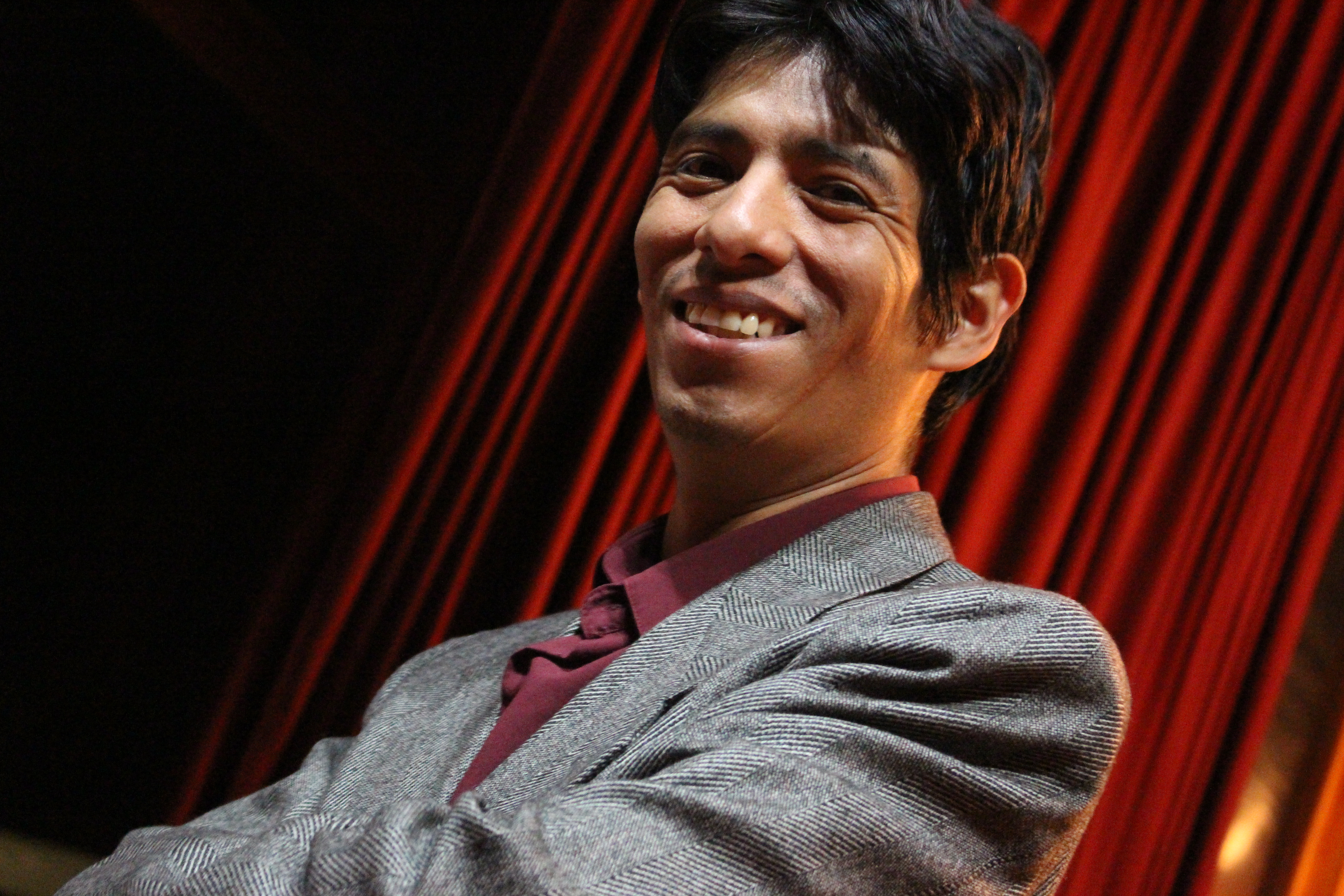
Julio Cesar Valdivia Durand, exdirector del TEUNSA

- Julio Cesar Valdivia Durand (2015- 2019)
- Giancarlo Rafael Navarrete Rossi (2024,2025)

## Espectáculos teatrales del Teatro Experimental de la UNSA
Desde que el Teatro Experimental de la UNSA comenzó a trabajar bajo esa denominación (1970), y hasta la fecha, se han realizado más de cien montajes teatrales, presentados en distintas salas de la ciudad de Arequipa. En la actualidad, las obras del TEUNSA se presentan en distintos ambientes de la UNSA, y en otros escenarios de la ciudad de Arequipa.
| Año  | Obra / Espectáculo                                                                         | Autor(es)                                                  | Fecha de Estreno          | Dirección Artística              | Lugar |
| ---- | ------------------------------------------------------------------------------------------ | ---------------------------------------------------------- | ------------------------- | -------------------------------- | --- |
| 2025 | Mi abuela pancha                                                                           | Giancarlo Rafael Navarrete Rossi                           | 8 de mayo                 | Giancarlo Rafael Navarrete Rossi | Teatro Ateneo Auditorio de contabilidad Paraninfo de la UNSA |
| 2024 | En el silencio se aprende                                                                  | Giancarlo Rafael Navarrete Rossi                           | 24 de noviembre           | Giancarlo Rafael Navarrete Rossi | Auditorio de Psicología de la Universidad Nacional de San Agustin . Paraninfo de la universidad nacional San Agustín de Arequipa                                                    |
| 2024 | Alicia en el pais de las maravillas y el libro magico                                      | adaptación Giancarlo Rafael Navarrete Rossi                | 8 de noviembre            | Giancarlo Rafael Navarrete Rossi | Casa de la cultura Majes el pedregal Paraninfo de la universidad nacional San Agustín de Arequipa Teatro Arequipay                                                                  |
| 2024 | Leyendas Arequipeñas "Mónica"                                                              | adaptación Giancarlo Rafael Navarrete Rossi                | 12 de Agosto 24 de agosto | Giancarlo Rafael Navarrete Rossi | Casa de la cultura Majes el pedregal Paraninfo de la universidad nacional San Agustín de Arequipa Auditorio de administración de la universidad nacional de San Agustín de Arequipa |
| 2019 | Deshuesadero                                                                               | Carlos Gonzales Villanueva                                 | 4 de octubre              | Anahis Ximena Beltrán Guillén    | Teatro Mario Vargas Llosa. Arequipa. |
| 2019 | 5 Minutos sin respirar                                                                     | Gustavo Ott                                                | 12 de septiembre          | Julio Cesar Valdivia Durand      | Sala María Nieves. Arequipa |
| 2019 | Yerma                                                                                      | Federico García Lorca                                      | 4 de julio                | Julio Cesar Valdivia Durand      | Teatro Ateneo. Arequipa. |
| 2019 | Mártir                                                                                     | Anahis Ximena Beltrán Guillén                              | 5 de abril                | Anahis Ximena Beltrán Guillén    | Ccalapata Teatro. Arequipa. |
| 2018 | Casa de Muñecas                                                                            | Henrik Ibsen                                               | 11 de diciembre           | Julio Cesar Valdivia Durand      | Teatro Mario Vargas Llosa. Arequipa. |
| 2018 | Willaykuy, cuentos peruanos.                                                               | Creación coleciva del TEUNSA                               | 15 de noviembre           | Creación Colectiva del TEUNSA    | Sala María Nieves. Arequipa. |
| 2018 | Tres Historias del Mar                                                                     | Mariana de Althaus                                         | 4 de octubre              | Anahis Ximena Beltrán Guillén    | Teatrín de la Cultura. Arequipa. |
| 2018 | Mala Muerte                                                                                | Sonia Daniel                                               | 28 de junio               | Julio Cesar Valdivia Durand      | Teatrín de la Cultura. Arequipa. |
| 2017 | Bodas de Sangre                                                                            | Federico García Lorca                                      | 7 de septiembre           | Julio Cesar Valdivia Durand      | Teatro Mario Vargas Llosa. Arequipa. |
| 2016 | La Casa de Bernarda Alba                                                                   | Federico García Lorca                                      | 30 de junio               | Julio Cesar Valdivia Durand      | Sala María Nieves. Arequipa. |
| 2016 | Pequeñas Dosis                                                                             | Adriana Genta                                              | 8 de septiembre           | Julio Cesar Valdivia Durand      | Sala Marìa Nieves. Arequipa. |
| 2016 | El Mercader de Venecia                                                                     | William Shakespeare                                        | 7 de octubre              | Julio Cesar Valdivia Durand      | Teatrín de la Cultura. Arequipa. |
| 2015 | Instrucciones Para Abrazar el Aire                                                         | Arístides Vargas                                           | 30 de mayo                | Julio Cesar Valdivia Durand      | Sala María Nieves. Arequipa. |
| 2015 | Gorditas                                                                                   | Gustavo Ott                                                | 28 de agosto              | Julio Cesar Valdivia Durand      | Sala María Nieves. Arequipa. |
| 2015 | Los Monos Teatro de Eros                                                                   | Miguel Gonzáles Gómez                                      | 13 de noviembre           | Kelvin Valero Febres             | Sala María Nieves. Arequipa. |
| 2015 | La cantante calva                                                                          | Eugène Ionesco                                             | 10 de diciembre           | Erwin Olivera Villanueva         | Sala María Nieves. Arequipa. |
| 2014 | Art                                                                                        | Yasmina Reza                                               | 9 de enero                | Julio Cesar Valdivia Durand      | Sala María Nieves. Arequipa. |
| 2014 | Dos Mujeres                                                                                | Javier Daulte                                              | 6 de junio                | Luis Álvarez Oquendo             | Sala María Nieves. Arequipa. |
| 2014 | Fuego de Noche                                                                             | Rogelio Borra García                                       | 20 de junio               | Julio Cesar Valdivia Durand      | Sala María Nieves. Arequipa. |
| 2014 | Teatro Pequeño: "La Voz de Juana", "Seis Melodías", "Santa al Principio"                   | Diego Faturos, Jimena Aguilar, Flavia Gresores             | 29 de agosto              | Luis Álvarez Oquendo             | Sala María Nieves. Arequipa. |
| 2013 | La Chunga                                                                                  | Mario Vargas Llosa                                         | 27 de marzo               | Luis Álvarez Oquendo             | Sala María Nieves. Arequipa. |
| 2013 | Vallejo en Escena                                                                          | César Vallejo                                              | 30 de abril               | Luis Álvarez Oquendo             | Sala María Nieves. Arequipa. |
| 2013 | Un paraguas bajo la lluvia                                                                 | Víctor Ruiz Iriarte                                        | 26 de junio               | Luis Álvarez Oquendo             | Sala María Nieves. Arequipa. |
| 2012 | Trisástegui: "La Virgen", "La Verdad", "El Noveno Círculo"                                 | Tomás Urtusástegui                                         | 13 de abril               | Luis Álvarez Oquendo             | Sala María Nieves. Arequipa. |
| 2012 | Espectáculo de Impro Sport                                                                 | Selección de ejercicios de improvisación                   | 22 de junio               | Luis Álvarez Oquendo             | Sala María Nieves. Arequipa. |
| 2012 | Recital Dramatizado de Poesía Arequipeña                                                   | Guillermo Mercado, César Atahualpa Rodríguez, Alberto Vega | 13 de agosto              | Luis Álvarez Oquendo             | Sala Mariano Melgar. Arequipa. |
| 2012 | Recital de Pantomimas                                                                      | Creación Colectiva                                         | 20 de septiembre          | Luis Álvarez Oquendo             | Sala María Nieves. Arequipa. |
| 2012 | El Gran Tú                                                                                 | Juan Rivera Saavedra                                       | 30 de noviembre           | Luis Álvarez Oquendo             | Sala María Nieves. Arequipa. |
| 2011 | Doña Contaminación versus Don Verde                                                        | Creación Colectiva                                         | 21 de enero               | Luis Álvarez Oquendo             | Sala María Nieves. Arequipa. |
| 2011 | Blanca Nieves en la Clandestinidad                                                         | Kelvin Valero Febres                                       | 2 de febrero              | Luis Álvarez Oquendo             | Auditorio Municipal Alto de la Alianza. Tacna. |
| 2011 | El Encuentro de Zorros                                                                     | Creación Colectiva                                         | 15 de julio               | Luis Álvarez Oquendo             | Sala María Nieves. Arequipa. |
| 2011 | Ifigenia en el Mercado                                                                     | Sebastián Salazar Bondy                                    | 31 de agosto              | Luis Álvarez Oquendo             | Sala María Nieves. Arequipa. |
| 2010 | Macbeth                                                                                    | William Shakespeare                                        | 11 de marzo               | Luis Álvarez Oquendo             | Paraninfo de la UNSA. Arequipa. |
| 2010 | Hoy voy a Morir                                                                            | Tomás Urtusástegui                                         | 22 de julio               | Luis Álvarez Oquendo             | Sala María Nieves. Arequipa. |
| 2010 | El rey Lear                                                                                | William Shakespeare                                        | 27 de agosto              | Luis Álvarez Oquendo             | Paraninfo de la UNSA. Arequipa. |
| 2010 | La Visita                                                                                  | Tomás Urtusástegui                                         | 25 de noviembre           | Luis Álvarez Oquendo             | Sala María Nieves. Arequipa. |
| 2009 | El Síndrome de la Vieja de Mierda                                                          | Erna Aros Pensa                                            | 21 de febrero             | Luis Álvarez Oquendo             | Teatro Municipal Pedro Ariel Olea. Arica. |
| 2009 | Bueno para Nada                                                                            | Kelvin Valero Febres                                       | 28 de marzo               | Luis Álvarez Oquendo             | Teatro Ateneo. Arequipa. |
| 2009 | El Coordinador                                                                             | Benjamín Galemiri                                          | 26 de agosto              | Luis Álvarez Oquendo             | Sala María Nieves. Arequipa. |
| 2009 | Escuela para Cónyuges                                                                      | Tomás Urtusástegui                                         | 19 de noviembre           | Luis Álvarez Oquendo             | Sala Mariano Melgar. Arequipa. |
| 2008 | San Martincito                                                                             | Kelvin Valero Febres                                       | 28 de febrero             | Luis Álvarez Oquendo             | Teatro Municipal Pedro Ariel Olea. Arica. |
| 2008 | Pirámide Invertida                                                                         | Mauricio Kartun                                            | 29 de agosto              | Luis Álvarez Oquendo             | Sala María Nieves. Arequipa. |
| 2008 | Un día con la Familia de Marquito                                                          | Creación Colectiva                                         | 20 de noviembre           | Luis Álvarez Oquendo             | Municipalidad de Sachaca. Arequipa. |
| 2008 | Quién nos Entiende                                                                         | Lina Alviz Peñalva y Anahis Beltrán Guillén                | 11 de diciembre           | Luis Álvarez Oquendo             | Paraninfo de la UNSA. Arequipa. |
| 2008 | Entren Santos Peregrinos                                                                   | Tomás Urtusástegui                                         | 22 de diciembre           | Luis Álvarez Oquendo             | Sala Mariano Melgar. Arequipa. |
| 2007 | "Ser Mujer", "Modernidad", "Virginidad", "Estar con Ella", "La Almohada", "Magos y Brujos" | Tomás Urtusástegui                                         | 26 de julio               | Luis Álvarez Oquendo             | Paraninfo de la UNSA. Arequipa. |
| 2007 | Despierta Oigo Ruido                                                                       | Tomás Urtusástegui                                         | 30 de noviembre           | Luis Álvarez Oquendo             | Sala María Nieves. Arequipa. |
| 2007 | "Belén Cuna del Pan", "Navidad, día de Amor"                                               | Martín Cifuentes, Israel Barrós Vargas                     | 14 de diciembre           | Luis Álvarez Oquendo             | Sala María Nieves. Arequipa. |
| 2006 | Las Fantasmagorías del Doctor Fausto                                                       | Maribel Carrasco                                           | 20 de julio               | Luis Álvarez Oquendo             | Paraninfo de la UNSA. Arequipa. |
| 2006 | Abuse Usted de las Cholas                                                                  | Hernando Cortés                                            | 14 de diciembre           | Luis Álvarez Oquendo             | Paraninfo de la UNSA. Arequipa. |
| 2006 | Drácula Gay                                                                                | Tomás Urtusástegui                                         | 14 de diciembre           | Luis Álvarez Oquendo             | Paraninfo de la UNSA. Arequipa. |
| 2005 | Mongo y el Ángel                                                                           | Héctor Oliboni                                             | 29 de marzo               | Luis Álvarez Oquendo             | Paraninfo de la UNSA. Arequipa. |
| 2005 | Emelina Cundeamor                                                                          | Eugenio Hernández Espinosa                                 | 16 de diciembre           | Luis Álvarez Oquendo             | Paraninfo de la UNSA. Arequipa. |
| 2005 | La Perra                                                                                   | Leopoldo Ayala Michelena                                   | 16 de diciembre           | Luis Álvarez Oquendo             | Paraninfo de la UNSA. Arequipa. |
| 2004 | "Cuando Termina el Mes", "Más Vale Pájaro en Mano"                                         | Concha Becerra Celis                                       | 8 de marzo                | Luis Álvarez Oquendo             | Sala María Nieves. Arequipa. |
| 2004 | Más Vale Maña que Fuerza                                                                   | Enrique Quirós Vásquez                                     | 8 de marzo                | Luis Álvarez Oquendo             | Sala María Nieves. Arequipa. |
| 2004 | Juan y Johny los Buenos Vecinos                                                            | Consuelo Pruneda                                           | 28 de octubre             | Luis Álvarez Oquendo             | Sala María Nieves. Arequipa. |
| 2004 | El Rey Azúcar                                                                              | Grupo Libre Teatro Libre                                   | 28 de octubre             | Luis Álvarez Oquendo             | Sala María Nieves. Arequipa. |
| 2004 | Infierno a la Argentina                                                                    | Ricardo Ángel Lavalle                                      | 9 de diciembre            | Luis Álvarez Oquendo             | Sala María Nieves. Arequipa. |
| 2003 | Sin Complejos                                                                              | Marc Llorente                                              | 28 de agosto              | Luis Álvarez Oquendo             | Sala María Nieves. Arequipa. |
| 2002 | "El Ángel", "Una Consulta Barata", y "Gallo Viejo con el Ala Mata"                         | Enrique Quirós Vásquez                                     | 15 de marzo               | Luis Álvarez Oquendo             | Sala María Nieves. Arequipa. |
| 2002 | Prohibido suicidarse en primavera                                                          | Alejandro Casona                                           | 8 de agosto               | Luis Álvarez Oquendo             | Sala María Nieves. Arequipa. |
| 2002 | Una Mañana sin Sol                                                                         | Héctor Oliboni                                             | 27 de diciembre           | Luis Álvarez Oquendo             | Sala María Nieves. Arequipa. |
| 2001 | De cómo Eugenia cambió de actitud                                                          | Héctor Oliboni                                             | 27 de marzo               | Luis Álvarez Oquendo             | Sala María Nieves. Arequipa. |
| 2001 | Caperucita La Roja                                                                         | Versión Libre                                              | 21 de septiembre          | Luis Álvarez Oquendo             | Sala María Nieves. Arequipa. |
| 2000 | Amleto Príncipe                                                                            | Marcelo Bertuccio                                          | 24 de marzo               | Luis Álvarez Oquendo             | Sala María Nieves. Arequipa. |
| 2000 | Zoelia y Gronelio Dos Almas Gemelas                                                        | María Teresa Zúñiga                                        | 27 de marzo               | Luis Álvarez Oquendo             | Sala María Nieves. Arequipa. |
| 2000 | De Personaje a Escritor                                                                    | Héctor Rodríguez                                           | 29 de noviembre           | Luis Álvarez Oquendo             | Sala María Nieves. Arequipa. |
| 1999 | Invasión                                                                                   | Creación Colectiva                                         | 12 de noviembre           | Luis Álvarez Oquendo             | Paraninfo de la UNSA. Arequipa. |
| 1998 | Las sillas                                                                                 | Eugène Ionesco                                             | 29 de noviembre           | Luis Álvarez Oquendo             | Paraninfo de la UNSA. Arequipa. |
| 1997 | La Verdadera Historia de Tarzán                                                            | Grupo Libre Teatro Libre                                   | 25 de enero               | Luis Álvarez Oquendo             | Sala María Nieves. Arequipa. |
| 1997 | Weekend en Bahía                                                                           | Alberto Pedro Torriente                                    | 28 de junio               | Luis Álvarez Oquendo             | Paraninfo de la UNSA. Arequipa. |
| 1997 | La Mueca                                                                                   | Eduardo Pavlovsky                                          | 14 de octubre             | Luis Álvarez Oquendo             | Teatrín UNSA. Arequipa. |
| 1996 | Antígona                                                                                   | Jean Anouilh                                               | 15 de febrero             | Luis Álvarez Oquendo             | Paraninfo de la UNSA. Arequipa. |
| 1996 | Dos Hombres en la Mina                                                                     | Enrique Buenaventura                                       | 11 de octubre             | Luis Álvarez Oquendo             | Teatrín UNSA. Arequipa. |
| 1995 | Un Corazón Suburbano                                                                       | Naum Alves de Sousa                                        | 28 de septiembre          | Luis Álvarez Oquendo             | Teatrín UNSA. Arequipa. |
| 1994 | Movimiento e imágenes                                                                      | Creación Colectiva                                         | 9 de noviembre            | Luis Álvarez Oquendo             | Sala María Nieves. Arequipa. |
| 1994 | El Vengativo                                                                               | José María Arguedas                                        | 9 de noviembre            | Luis Álvarez Oquendo             | Sala María Nieves. Arequipa. |
| 1994 | Noche de Teatro                                                                            | R. L. Marquéz                                              | 9 de noviembre            | Luis Álvarez Oquendo             | Sala María Nieves. Arequipa. |
| 1993 | Grau: un Héroe Ejemplar                                                                    | Creación Colectiva                                         | 7 de octubre              | Luis Álvarez Oquendo             | Paraninfo de la UNSA. Arequipa. |
| 1993 | Violencia Violencia                                                                        | L.T.L.O.                                                   | 17 de diciembre           | Luis Álvarez Oquendo             | Local de la ACPA. Arequipa. |
| 1992 | Los Caracoles                                                                              | Julio Ramón Ribeyro                                        | 25 de septiembre          | Luis Álvarez Oquendo             | Paraninfo de la UNSA. Arequipa. |
| 1991 | Infieles                                                                                   | Marco Antonio de la Parra                                  | 19 de julio               | Luis Álvarez Oquendo             | Aula Magna de la UNSA. Arequipa. |
| 1990 | S+S=41                                                                                     | Teatro Ollantay de Ecuador                                 | 7 de junio                | Luis Álvarez Oquendo             | Teatrín UNSA. Arequipa. |
| 1990 | Cataro Colon                                                                               | Alberto Miralles                                           | 30 de noviembre           | Luis Álvarez Oquendo             | Teatro Municipal. Arequipa. |
| 1989 | Cuando las Marionetas Hablaron                                                             | Teatro Taller de Colombia                                  | 22 de septiembre          | Luis Álvarez Oquendo             | Aula Magna de la UNSA. Arequipa. |
| 1988 | La Verdadera Historia de Tarzán                                                            | Grupo Libre Teatro Libre                                   | 24 de enero               | Luis Álvarez Oquendo             | Complejo Cultural Chávez de la Rosa. Arequipa. |
| 1988 | Cien Veces No Debo                                                                         | Ricardo Talesnik                                           | 16 de noviembre           | Luis Álvarez Oquendo             | Aula Magna de la UNSA. Arequipa |
| 1987 | La Conquista                                                                               | Jorge Enrique Adoum                                        | 15 de julio               | Luis Álvarez Oquendo             | Complejo Cultural Chávez de la Rosa. Arequipa. |
| 1986 | Tres Mujeres, Tres Vidas                                                                   | Eugene O'Neill                                             | 29 de agosto              | Luis Álvarez Oquendo             | Teatrín UNSA. Arequipa. |
| 1986 | Antes del Desayuno                                                                         | Eugene O'Neill                                             | 29 de agosto              | Luis Álvarez Oquendo             | Teatrín UNSA. Arequipa. |
| 1986 | Abuse Usted de las Cholas                                                                  | Hernando Cortés                                            | 29 de agosto              | Luis Álvarez Oquendo             | Teatrín UNSA. Arequipa. |
| 1986 | Un Hombre Común y Corriente                                                                | Cesar Vega Herrera                                         | 19 de diciembre           | Luis Álvarez Oquendo             | Teatrín UNSA. Arequipa. |
| 1986 | La Ciudad de los Reyes                                                                     | Hernando Cortés                                            | 19 de diciembre           | Luis Álvarez Oquendo             | Teatrín UNSA. Arequipa. |
| 1986 | La Chusma Está de Moda                                                                     | Cesar Vega Herrera                                         | 29 de diciembre           | Luis Álvarez Oquendo             | Teatrín UNSA. Arequipa. |
| 1985 | La Pucha                                                                                   | Oscar Viale                                                | 3 de octubre              | Luis Álvarez Oquendo             | Teatrín UNSA. Arequipa. |
| 1984 | Poemas y Canciones Populares                                                               | Bertolt Brecht                                             | 13 de agosto              | Luis Álvarez Oquendo             | Auditorio Municipal. Arequipa. |
| 1984 | El Mendigo o el Perro Muerto                                                               | Bertolt Brecht                                             | 13 de agosto              | Luis Álvarez Oquendo             | Auditorio Municipal. Arequipa. |
| 1984 | Teatro y Poesía Por Chile                                                                  | Creación Colectiva                                         | 25 de septiembre          | Luis Álvarez Oquendo             | Teatro del ICPN. Arequipa. |
| 1984 | Ceremonia al Pie de un Escenario                                                           | Walter Operto                                              | 13 de diciembre           | Luis Álvarez Oquendo             | Aula Magna de la UNSA. Arequipa. |
| 1983 | El Jefe                                                                                    | Julio Ramón Ribeyro                                        | 1 de septiembre           | Luis Álvarez Oquendo             | Aula Magna de la UNSA. Arequipa. |
| 1983 | Al Pie del Acantilado                                                                      | Julio Ramón Ribeyro                                        | 1 de septiembre           | Luis Álvarez Oquendo             | Aula Magna de la UNSA. Arequipa. |
| 1983 | Pablo Saldaña                                                                              | Julio Ramón Ribeyro                                        | 1 de septiembre           | Luis Álvarez Oquendo             | Aula Magna de la UNSA. Arequipa. |
| 1982 | La Fiaca                                                                                   | Ricardo Talesnik                                           | 19 de agosto              | Luis Álvarez Oquendo             | Teatro Municipal. Arequipa. |
| 1981 | La Bolsa de Agua Caliente                                                                  | Carlos Somigliana                                          | 9 de julio                | Luis Álvarez Oquendo             | Teatrín UNSA. Arequipa. |
| 1980 | El Interrogatorio                                                                          | Roberto Daniel Desaloma                                    | 19 de diciembre           | Luis Álvarez Oquendo             | Teatrín UNSA. Arequipa. |
| 1979 | La Fiesta de los Muñecos                                                                   | Carlos José Reyes                                          | 23 de diciembre           | Luis Álvarez Oquendo             | Local del Círculo de Obreros Católicos de Arequipa. |
| 1978 | Pelicón y Denuncia                                                                         | Creación Colectiva                                         | 24 de abril               | Luis Álvarez Oquendo             | Auditorio INC. Arequipa. |
| 1977 | Espectáculo "Fragmentos de Hamlet y Yerma"                                                 | William Shakespeare, Federico García Lorca                 | 13 de agosto              | Luis Álvarez Oquendo             | Auditorio INC. Arequipa. |
| 1977 | Poesía Teatralizada "La Sola Palabra"                                                      | José Ruiz Rosas                                            | 13 de agosto              | Luis Álvarez Oquendo             | Auditorio INC. Arequipa. |
| 1977 | La Orgía                                                                                   | Enrique Buenaventura                                       | 30 de septiembre          | Luis Álvarez Oquendo             | Cine Teatro Ateneo. Arequipa. |
| 1976 | La Ciudad Dorada                                                                           | Teatro de La Candelaria                                    | 24 de junio               | Luis Álvarez Oquendo             | Auditorio INC. Arequipa. |
| 1976 | Érase Una Vez Un Rey                                                                       | Óscar Castro Ramírez                                       | 30 de noviembre           | Luis Álvarez Oquendo             | Auditorio Municipal. Arequipa. |
| 1975 | Asesinato de X                                                                             | Grupo Libre Teatro Libre                                   | 22 de noviembre           | Luis Álvarez Oquendo             | Auditorio Municipal. Arequipa. |
| 1974 | Espectáculo "Cantos Obreros"                                                               | Bertolt Brecht                                             | 24 de junio               | Luis Álvarez Oquendo             | Teatrín UNSA. Arequipa. |
| 1973 | Seis Horas en la Vida de Frank Kulak                                                       | Enrique Buenaventura                                       | 20 de julio               | Luis Álvarez Oquendo             | Teatrín UNSA. Arequipa. |
| 1972 | Espectáculo "Poesías y Canciones para el Pueblo"                                           | Enrique Buenaventura                                       | 19 de junio               | Luis Álvarez Oquendo             | Teatrín UNSA. Arequipa. |
| 1972 | Espectáculo "Aquí Vietnam"                                                                 | J. Bacacorso                                               | 26 de junio               | Luis Álvarez Oquendo             | Teatrín UNSA. Arequipa. |
| 1972 | Tres Utopías                                                                               | Hugo Bonet                                                 | 26 de junio               | Luis Álvarez Oquendo             | Teatrín UNSA. Arequipa. |
| 1971 | Espectáculo Teatralizado "Poesía Negra                                                     | Langston Hughes                                            | 13 de agosto              | Luis Álvarez Oquendo             | Teatrín UNSA. Arequipa. |
| 1970 | Recital de Pantomimas                                                                      | Creación Colectiva                                         | 11 de diciembre           | Luis Álvarez Oquendo             | Teatrín UNSA. Arequipa. |
| 1970 | El canto del Cisne                                                                         | Antón Chejov                                               | 11 de diciembre           | Luis Álvarez Oquendo             | Teatrín UNSA. Arequipa. |